# Hampshire
Hampshire (kiejtése: /ˈhæmpʃər/,  hallgat, vagy /ˈhæmpʃɪər/) Anglia egyik nem-nagyvárosi és ceremoniális megyéje a South East England régióban. Nyugatról Dorset, északnyugatról Wiltshire, északról Berkshire, északkeletről Surrey, keletről pedig West Sussex megyékkel határos. Délen a La Manche csatorna és a Wight-szigettől elválasztó Solent csatorna határolja. Közigazgatási székhelye Winchester.
A nem-nagyvárosi és a ceremoniális megye közötti különbség, hogy az utóbbihoz hozzátartoznak Southampton és Portsmouth egységes hatóságai is.
A nem-nagyvárosi megye lakossága 1 322 300, míg a ceremoniális megyéé 1 785 000 fő.

## Története
A megye Southampton városról kapta a nevét, melyet eredetileg csak Hamptonnak hívtak (óangolul Hamtun, a megye pedig Hamtunscīr) és később nevezték át az északi Northamptontól való megkülönböztetés céljából. 1889 és 1959 között a neve Southampton megye (County of Southampton), illetve Southamptonshire volt.
Hampshire régiója az utolsó jégkorszak végén népesedett be, amikor Britannia szigete még egybefüggött az európai kontinenssel. A jégpáncél elolvadásával a tenger megemelkedett és elöntötte a partmenti régiókat és az ottani településeket, mint a Solent csatornában talált 8 ezer éves Bouldnor Cliffet is. Dél-Angliába mintegy 6 ezer éve érkezett meg a földművelés és ekkor kezdődött az addig az egész tájat borító erdők irtása is. A bronzkor legvégén jelennek meg a dombok tetejére telepített erődök, amelyeket a kelták betelepedése után nagy számban építettek (egyik helyi példájuk Danebury). Az i. e. 2. században történt az első feljegyzett britanniai invázió, amikor Dél-Angliát elfoglalták az Északkelet-Galliából származó kelta belgák.
A római hódítás idején Venta (a mai Winchester) oppiduma már a régió adminisztratív központja volt. Julius Caesar két hadjáratot is vezetett Britanniába (i. e. 55-ben és 54-ben), de Hampshire-ig nem jutott el; a rómaiak i. e. 43-as inváziójuk után csatolták a megye területét birodalmukhoz. A belgák a rómaiak kliensnépe lettek. Hampshire ezután háromszáz éven át békében élt, csak ezután kezdtek megszaporodni a germán törzsek portyázásai, majd a népvándorlás 410-ben végképp elsöpörte a római fennhatóságot.
A betelepülő angolszászok Délnyugat-Angliában megalapították egyik legerősebb királyságukat, Wessexet, amelynek fővárosa Winchester volt. A megye neve először 755-ben jelenik meg írásos forrásokban Hamtunscir formában. A wessexieknek sikerült megállítaniuk a vikingek invázióját a 9. században és később kiszorítva őket Kelet-Angliából meghódították az egész országot és létrehozták az egységes Angol Királyságot.
A normannok inváziója után Hódító Vilmos áthelyezte a királyság fővárosát Winchesterből Londonba, amely közelebb volt normadiai birtokaihoz. Winchester fontos királyi birtok maradt, itt volt az uralkodók egyik kedvenc vadászterülete. II. Vilmost is itt sebesítette meg egy nyíl halálosan vadászat közben. A középkor során a legfontosabb jövedelemtermelő tevékenység Angliában a gyapjúkereskedelem volt, így a kikötők fontossága megnövekedett. A 16. század elejére Southampton lakossága már meghaladta Winchesterét. A part mentén várak és erődök sora épült, hogy védelmet nyújtsanak a francia portyázások ellen.
Hampshire kulcsfontosságú szerepet játszott a második világháborúban. Portsmouthban volta flotta egyik legnagyobb bázisa, Southamptonban pedig a repülőgépgyártás egyik centruma, a Supermarines cég, amely a híres Spitfire modellt készítette. A németek ezért sokat bombázták a várost. Ezenkívül Aldershotban a hadsereg egy nagy támaszpontot tartott (és tart) fent.
A Wight-sziget sokáig Hampshire része volt, de 1890-ben önállóságot kapott, 1974-ben pedig teljesen különálló ceremoniális megye lett. A megyei rendőrség azonban továbbra is közös a két megyében.

## Földrajza
Hampshire területe 3769 km², amivel 9. a 48 angol ceremoniális megye között. A megye déli részét a Hampshire-i medence foglalja el, amely kevéssé ellenálló eocén- és oligocénkori kavicsos és agyagos üledékből áll, és amelyet a tenger eróziójától Wight és Purbeck szigete véd. A növényzet itt fenyéreket és lombos erdőket alkot, és itt található a korábbi királyi vadaskert, a New Forest, amely ma nemzeti park.
A megye középső és északi részén az egész Dél-Anglián végighúzódó krétakőzetből felépülő dombság található, amely helyileg Hampshire Downs és South Downs néven ismert. Erre található Hampshire legmagasabb pontja, a 286 méteres Pilot Hill a berkshire-i határon. A jellemző növényzet a mészkedvelő füvekből álló rétek.
Hampshire éghajlata enyhébb, mint az angol átlag, a tenger kiegyenlíti a hőmérséklet-ingadozásokat, de eléggé messze van az atlanti part viharaitól is. Az éves átlaghőmérséklet kicsivel magasabb az országos átlagnál, 9,8–12 °C között mozog. Az éves csapadék 640–1060 mm között van.

## Közigazgatás és politika
Hampshire 11 kerületre és 2 önálló közigazgatású egységes hatóságra oszlik:
1. Gosport
2. Fareham
3. Winchester
4. Havant
5. East Hampshire
6. Hart
7. Rushmoor
8. Basingstoke and Deane
9. Test Valley
10. Eastleigh
11. New Forest
12. Southampton
13. Portsmouth

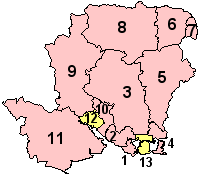
Hampshire kerületei

A megye 18 képviselőt küldhet a parlament alsóházába. A 2015-ös választások után közülük 17 a Konzervatív Párt, egy pedig a Munkáspárt jelöltje volt.
A megye nagyobb települései: Southampton (253 651 fő), Portsmouth (209 085 fő), Basingstoke (107 355 fő), Fareham (97 504 fő), Gosport (84 287 fő), Farnborough (65 034 fő), Waterlooville (64 350 fő), Eastleigh (52 894 fő), Andover (52 000 fő), Havant (45 826 fő), Winchester (45 184 fő), Aldershot (36 321 fő), Fleet (31 687 fő).

## Gazdaság
Hampshire GDP-je 2005-ben 32,3 milliárd font volt (22,4 milliárd ha csak a nem-nagyvárosi megyét tekintjük). 2006-os adatok szerint az egy főre eső GDP elérte a 19 300 fontot, ami megfelel az országos átlagnak és kicsit alacsonyabb a regionális 19 600 fontnál. A munkanélküliség 2005-ben mindössze 1,1% volt, jóval az országos 3,3% alatt. A munkavállalók 39%-át a nagy cégek, 25%-át pedig az állam foglalkoztatja.
A hampshire-i mezőgazdaság hagyományosan a marhatenyésztésen és tejtermelésen alapult, de ma már csak a dolgozók 1,32%-ának ad munkát.
A turizmus egyik fő célpontja a New Forest Nemzeti Park, amely 1992-ben 7,5 millió látogatót fogadott. 2003-ban Hampshire összesen 31 millió egynapos és 4,2 millió többnapos látogatás célpontja volt.

## Híres hampshire-iek
- Richard Aldington író, költő
- Bob Anderson vívó
- Jane Austen író
- Isambard Kingdom Brunel mérnök
- Jim Callaghan politikus
- Tom Cleverley labdarúgó
- Craig David énekes
- Charles Dickens író
- Martin Freeman színész
- Neil Gaiman író

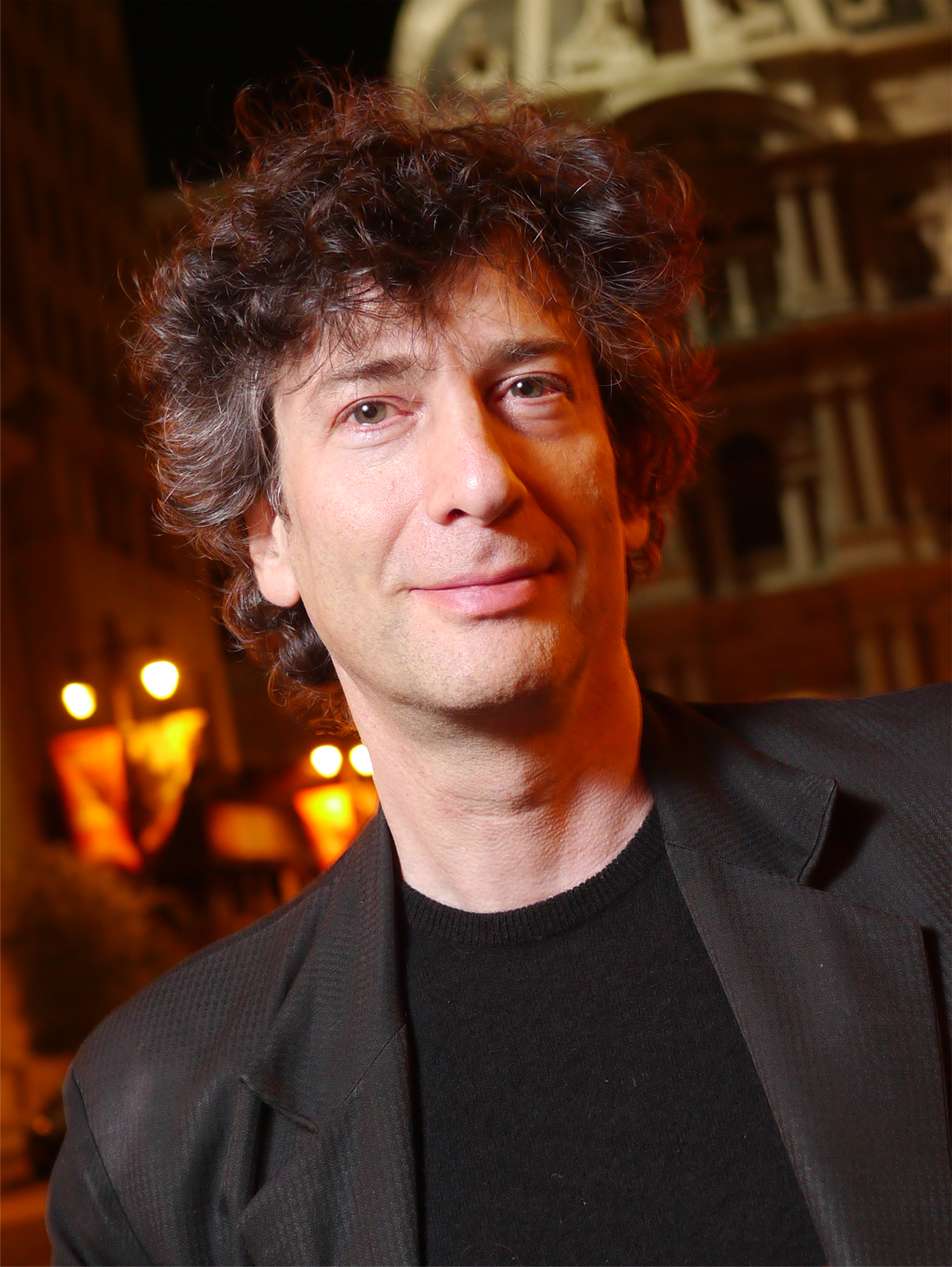
Neil Gaiman

- John B. Gurdon Nobel-díjas biológus
- Benny Hill komikus
- Christopher Hitchens író
- Amanda Holden színésznő
- Elizabeth Hurley modell, színésznő
- John Jellicoe tengerész
- Howard Jones énekes
- Ian McEwan író
- George Meredith író
- John Everett Millais festő
- William Petty közgazdász
- Ken Russell rendező
- Peter Sellers színész
- Leopold Stokowski karmester
- Gilbert White természettudós

## Látnivalók

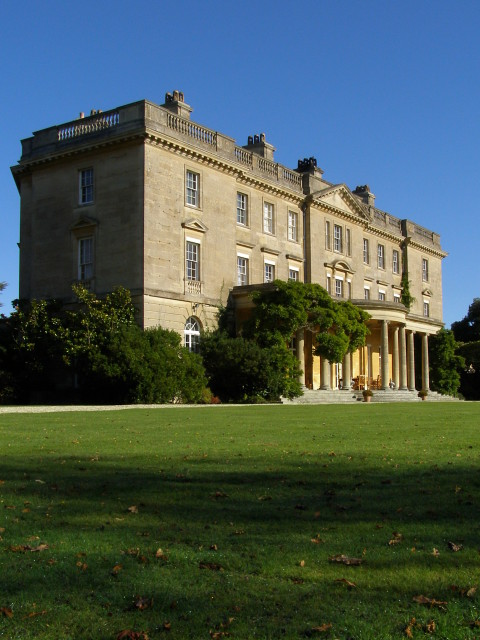
Exbury House
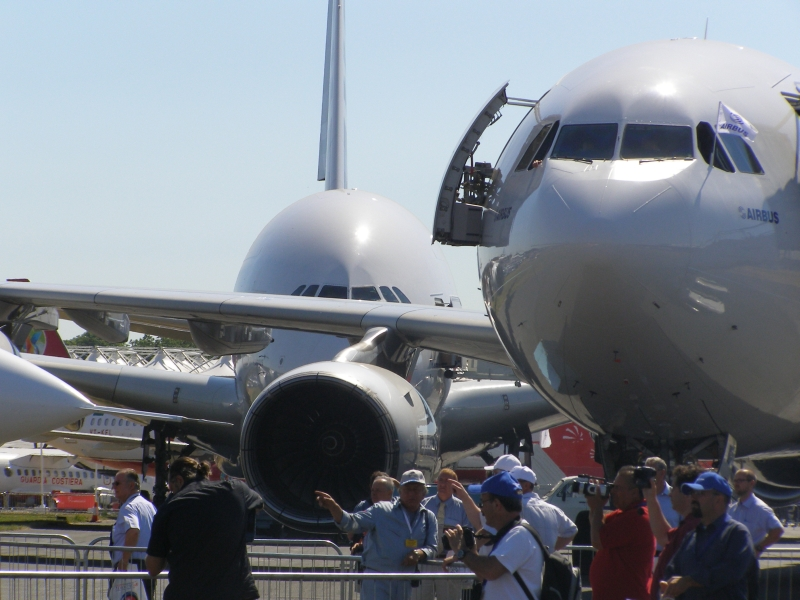
Farnborough airshow
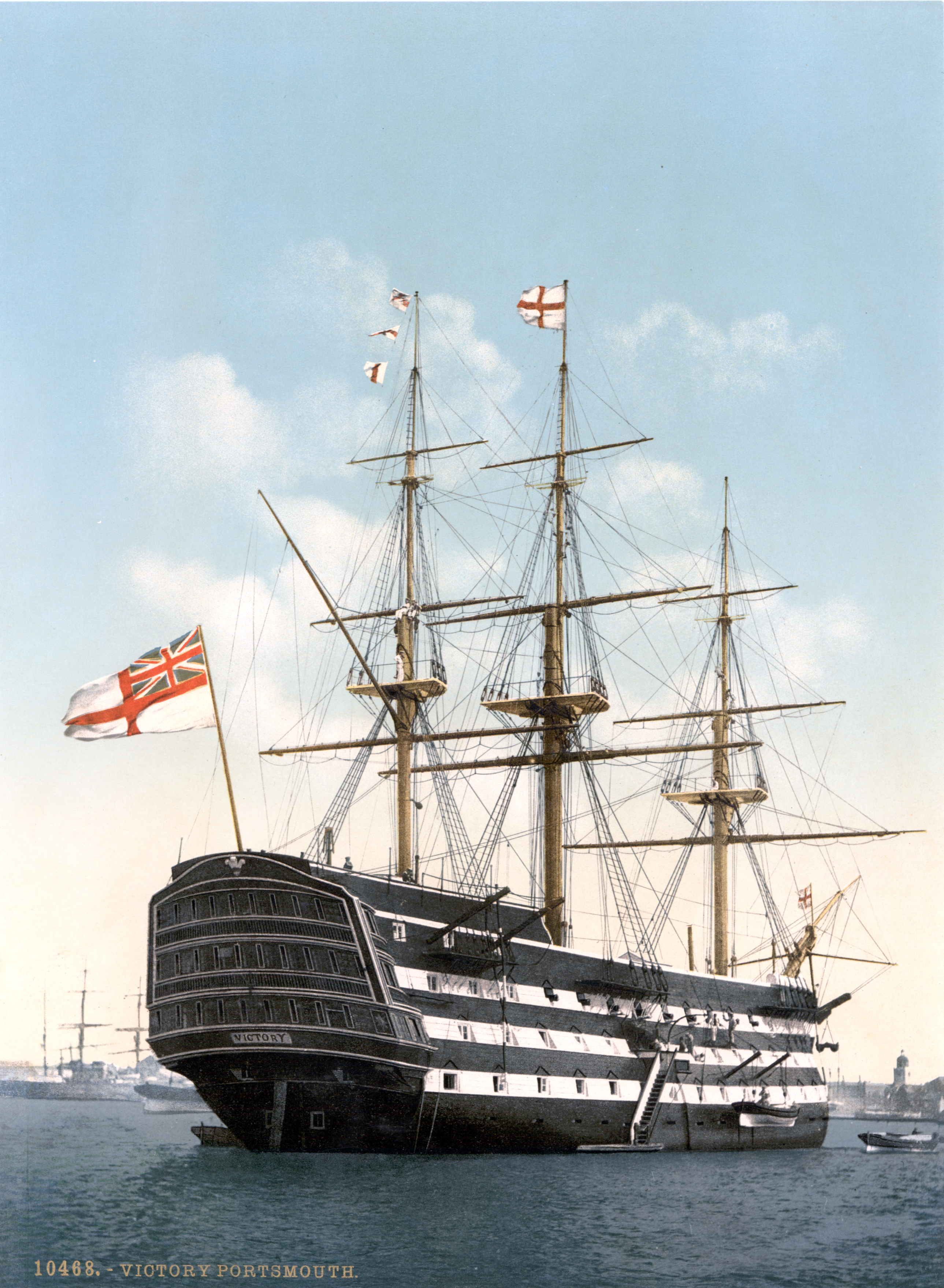
HMS Victory
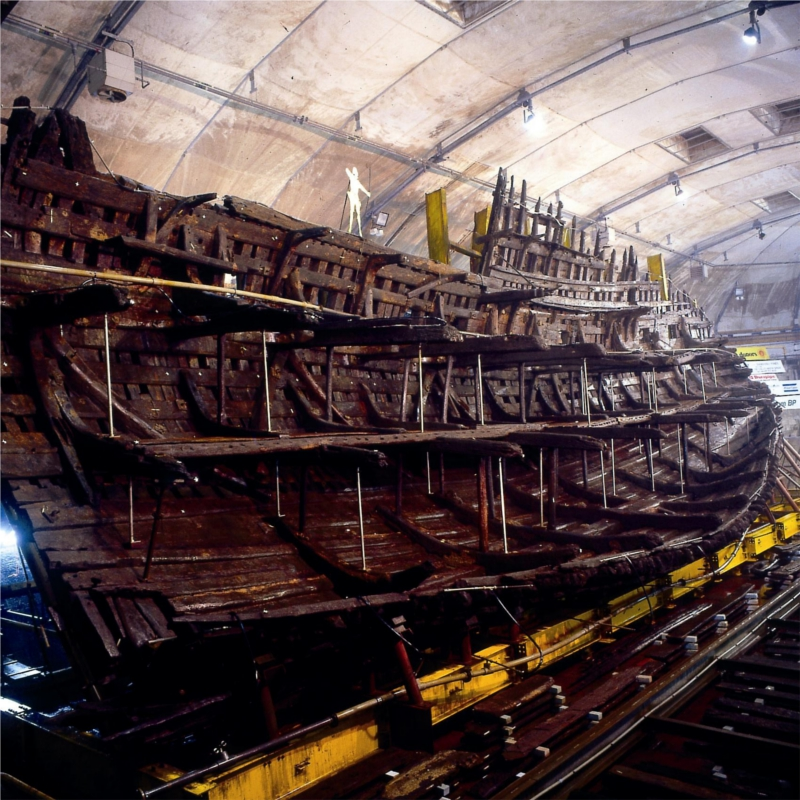
Mary Rose
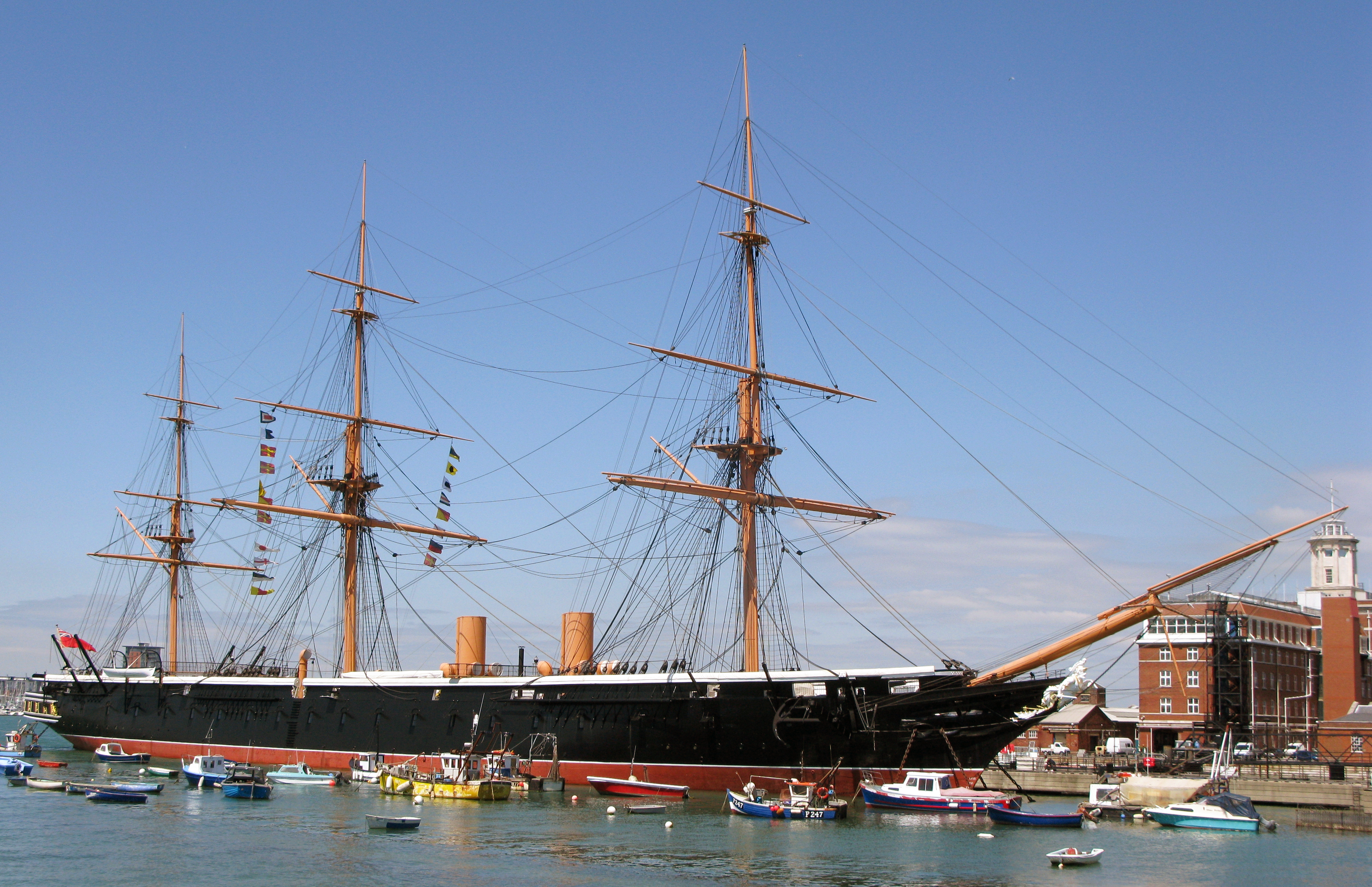
HMS Warrior
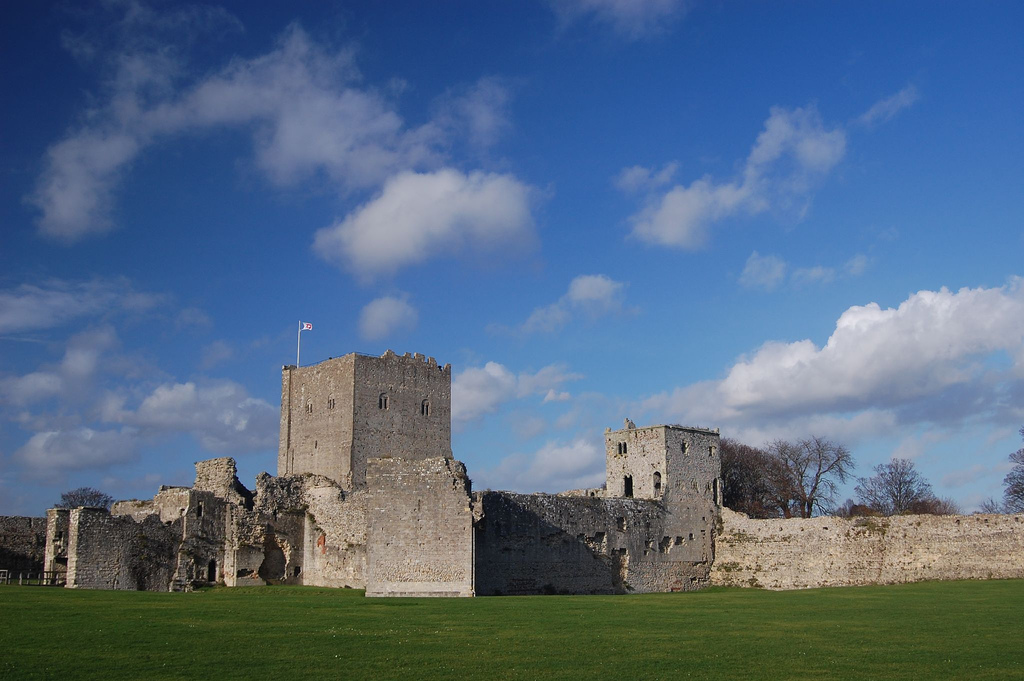
Portchester Castle
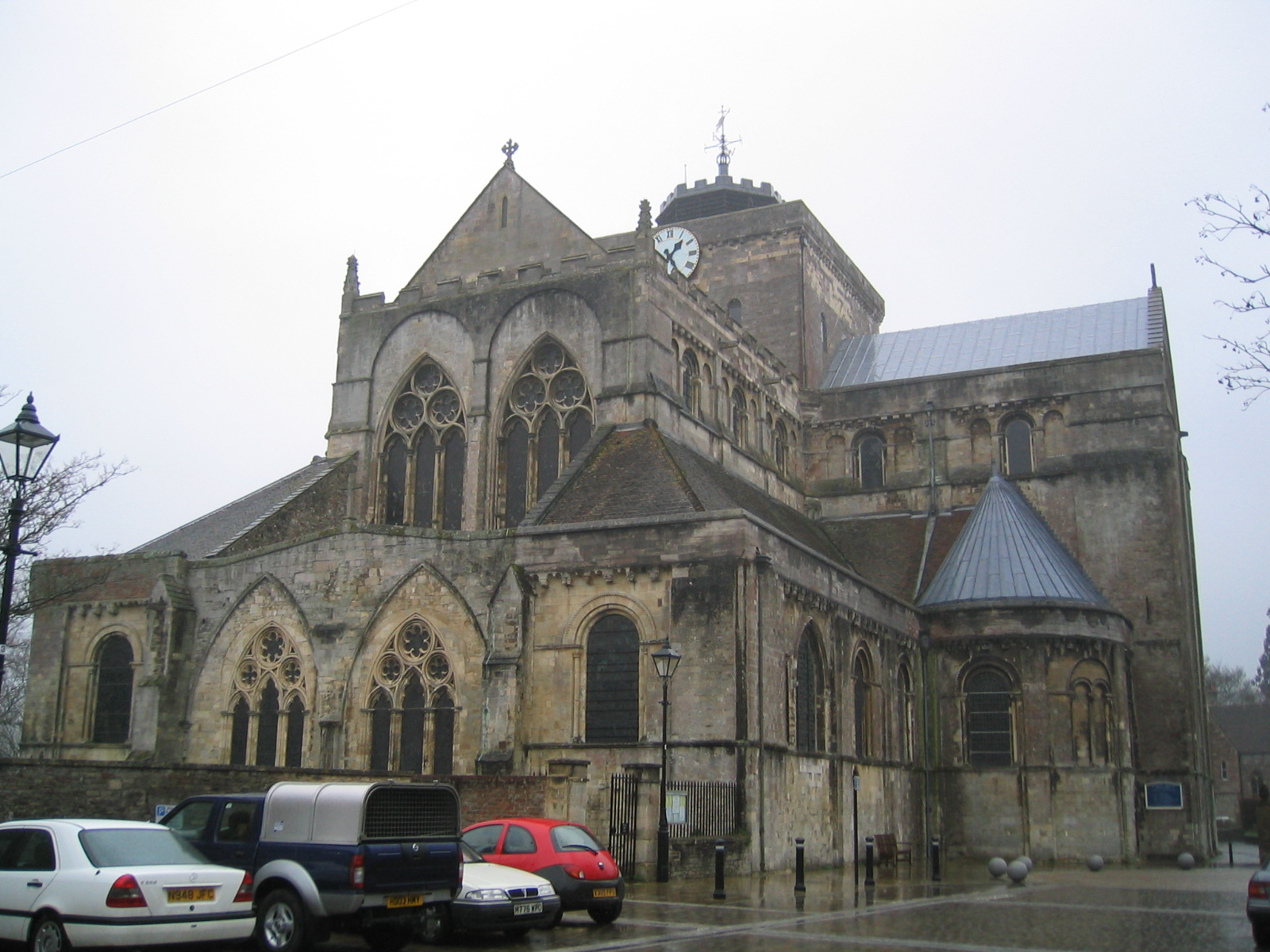
Romsey-apátság
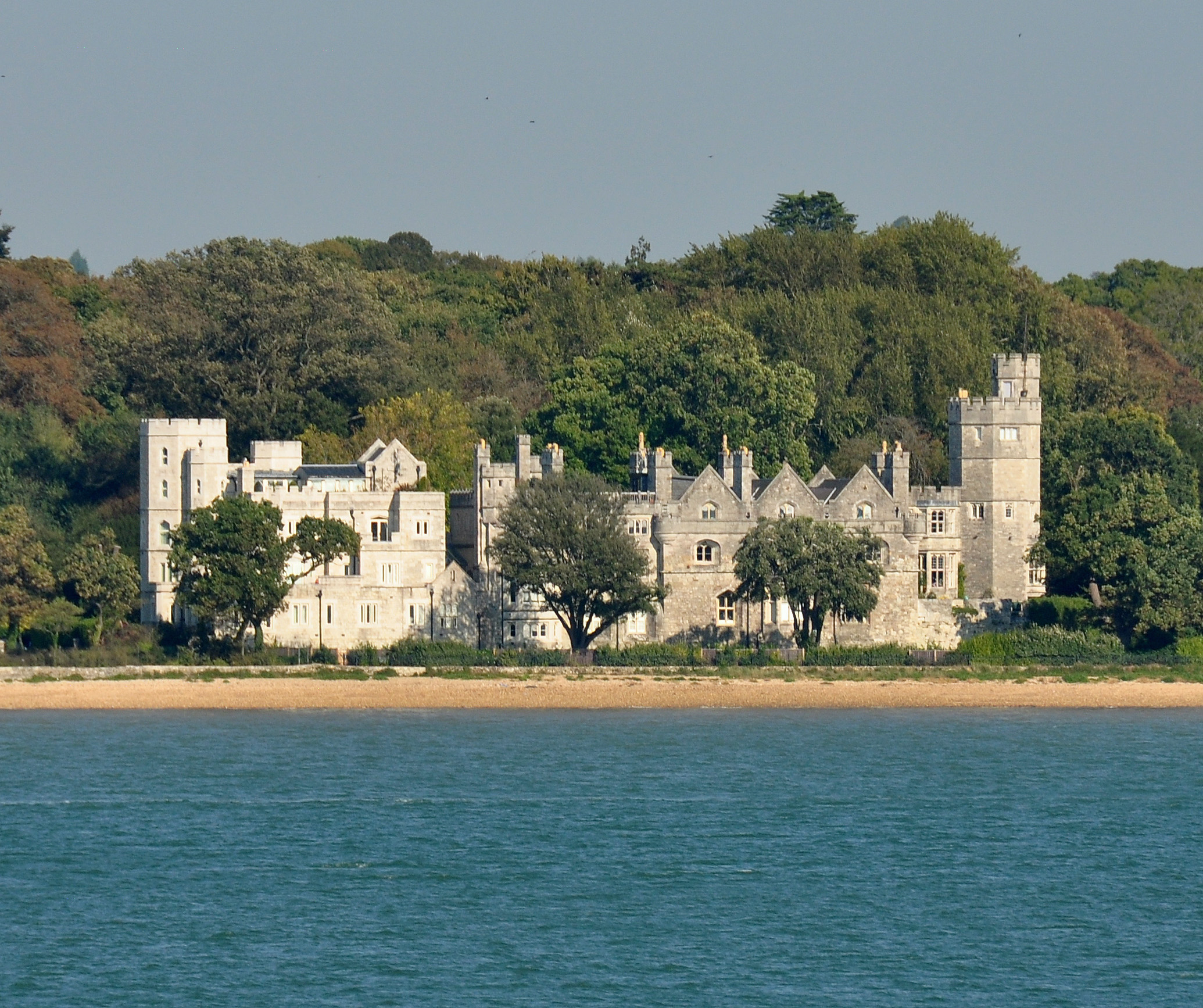
Netley Castle
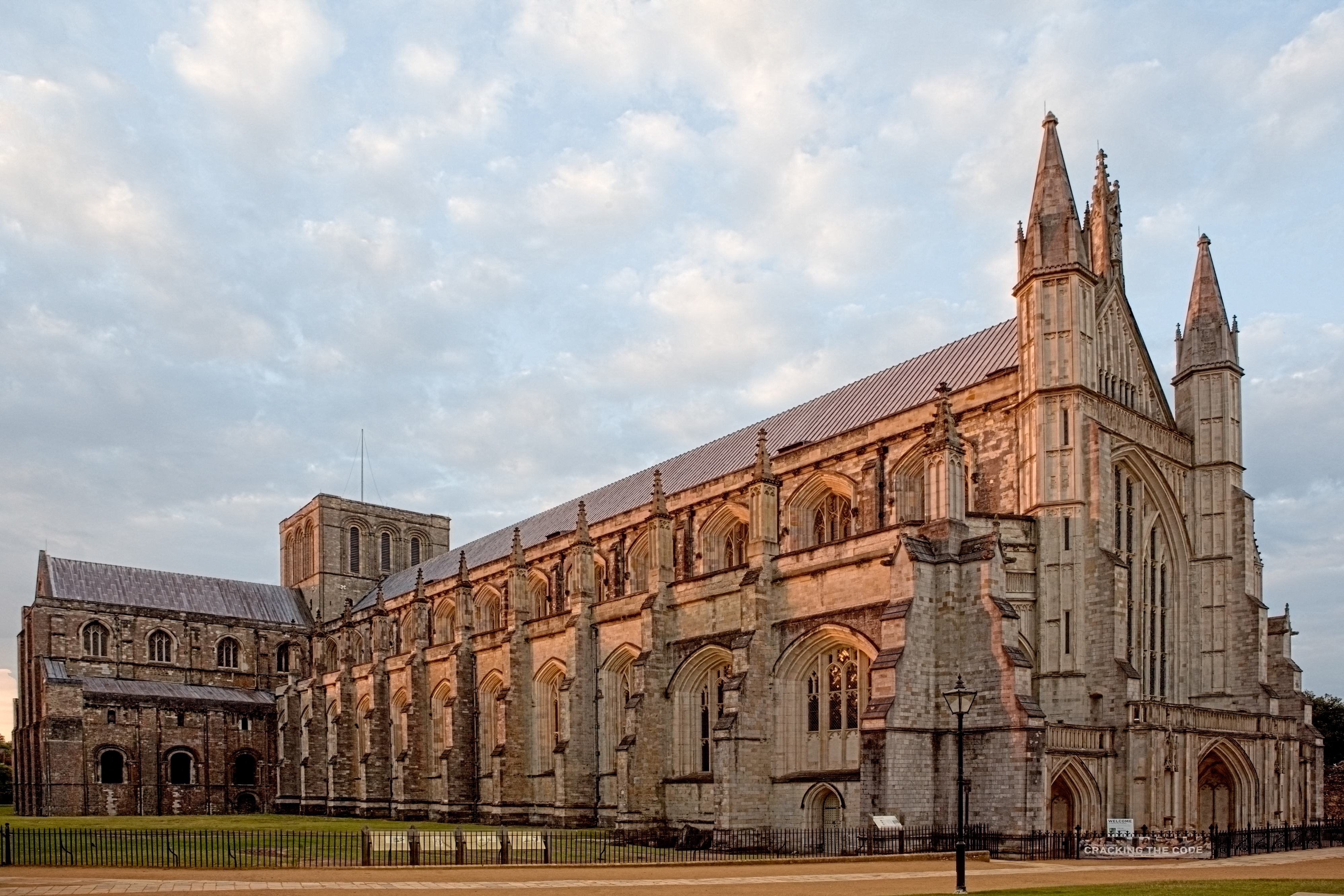
Winchester katedrálisa

## Fordítás
- Ez a szócikk részben vagy egészben  a   Hampshire című angol Wikipédia-szócikk ezen változatának fordításán alapul.  Az eredeti cikk szerkesztőit annak laptörténete sorolja fel. Ez a jelzés csupán a megfogalmazás eredetét és a szerzői jogokat jelzi, nem szolgál a cikkben szereplő információk forrásmegjelöléseként.